# Manuscrito Valentim Fernandes
O Manuscrito Valentim Fernandes, também denominado como Relação de Diogo Gomes, é um manuscrito que se constitui em um relato essencial para o estudo do início da navegação marítima portuguesa. Redigido em Latim, compreende três partes:
- "De prima inuentione Guinee"
- "De insulis primo inventis in mare Occidentis"
- "De inventione insularum de Açores"